# Taphrina johansonii
Taphrina johansonii  (лат.) — вид грибов рода тафрина (Taphrina) отдела аскомицеты (Ascomycota), паразит тополя (Populus). Вызывает гипертрофию женских цветков и плодов.

## Описание
Поражаются отдельные цветки и плоды в женских серёжках, они гипертрофируются и становятся жёлто-зелёными.
Мицелий межклеточный, зимует в почках.
Сумчатый слой («гимений») имеет вид золотистого налёта на поверхности поражённых цветков.
Аски размерами 60—160×12—25 мкм, цилиндрические или булавовидные со слабо закруглённой или туповатой верхушкой. Нижняя 1/3 — 1/2 часть аска сужена и формирует искривлённую ножку диаметром 4—10 мкм, погружённую в ткань эпидермы. Базальные клетки (см. в статье Тафрина) отсутствуют.
Аскоспоры размерами 4—7×4—6 мкм, после формирования сразу начинают почковаться. Бластоспоры эллипсоидальные, цилиндрические или веретеновидные, размерами 4—6(10)×1,5—4 мкм.

## Распространение и хозяева
Taphrina johansonii встречается на различных видах тополя (Populus), преимущественно на осине (Populus tremula).
Распространена в Европе — главным образом в северных и восточных регионах от Британских островов до Ленинградской области России; в Азии — в Закавказье, Средней Азии (Таджикистан) и на Дальнем Востоке (Япония); в Северной Америке; известна в Южной Африке.

## Близкие виды
- Тафрина тополёвая (Taphrina rhizophora) вызывает такое же поражение у тополя белого, отличается более крупными асками.